# Alternativa Nacionalista Canària
Alternativa Nacionalista Canaria (ANC) és un partit d'esquerra nacionalista canària sorgit a Tenerife el 2006. ANC es forma a partir d'una escissió d'Alternativa Popular Canària protagonitzada per les persones contràries a la integració d'aquesta en Alternativa Sí Se Puede por Tenerife. ANC també incorporarà persones procedents del Partit Nacionalista Canari descontentes amb l'acostament d'aquest partit a Coalició Canària. ANC es va presentar per primera vegada a les eleccions municipals, insulars i autonòmiques de 2006, únicament en l'illa de Tenerife, sense aconseguir representació. Sí que van aconseguir representació, no obstant això, algunes de les agrupacions municipals lligades a ANC, com és el cas d'Alternativa por Güímar (3 regidors) o Alternativa por Santa Úrsula (1 regidor). A les eleccions generals de 2008, Alternativa Nacionalista Canaria es va presentar en tot l'arxipèlag, aconseguint 979 vots (0,10% arreu de Canàries). Els seus millors resultats es van donar a Tenerife (0,14%) i Lanzarote (0,18%).